# Rat Pack
Rat Pack was de bijnaam voor een groep artiesten in de jaren vijftig en zestig, onder wie Frank Sinatra, Dean Martin, Sammy Davis jr., Peter Lawford en Joey Bishop. De Rat Pack trad vaak op in Las Vegas, en was deels aanleiding dat deze stad zo'n populaire bestemming werd voor shows en entertainment.
Ze maakten een aantal films samen, waaronder Ocean's 11 (1960) en Robin and the 7 Hoods (1964).
De Rat Pack stond ook bekend als 'The Summit' of 'The Clan'. Tegen die laatste benaming maakte met name Sammy Davis bezwaar ("Hold it!, I want to go on record that I ain't belonging to nothing that's called a clan") wegens de associatie met de Ku Klux Klan, ook wel de Klan genoemd.

## Holmby Hills Rat Pack
De term Rat Pack werd oorspronkelijk door Lauren Bacall in juni 1955 aan de groep rondom haar echtgenoot Humphrey Bogart gegeven. Over de manier waarop dat gebeurde doen ietwat afwijkende versies de ronde. Volgens David Niven ontstond de naam toen Bacall hen na een avond feesten vroeg in de ochtend ontmoette. De groep had in het restaurant van Mike Romanoff in Beverly Hills een feest, georganiseerd door Sands eigenaar Jack Entratter, bijgewoond, waarbij op elke tafel een kooitje met daarin een kleine witte rat was geplaatst. De ratten ontsnapten echter en veroorzaakten paniek onder de gewone gasten op de lagere verdieping. De naam 'Rat Pack' ontstond later op de avond toen de groep de stad introk en na uren drinken en boemelen zich bij Bogarts huis verzamelde. Bacall zag ze binnenkomen en zei: "You look like a pack of rats". Die naam bleef hangen en de Rat Pack was geboren.
De groep werd bekend als het "Holmby Hills Rat Pack", naar de plaats waar men zich toen verzamelde: het huis van "Bogie" in Benedict Canyon in de Holmby Hills ten westen van Los Angeles. Frank Sinatra, die zich begin jaren 50 in een dieptepunt van zijn carrière en zijn persoonlijke leven bevond, was een van die "ratpackers". Andere oorspronkelijke "leden" waren onder meer Mark Hellinger, Mike Romanoff, Dorothy Parker, Lena Horne, Angie Dickinson, Lauren Bacall, John Huston, Sid Luft, Judy Garland, "Swifty" Lazar, Spencer Tracy, Jimmy van Heusen en David Niven.
Volgens Lauren Bacall moest men, om 'lid' te zijn, "nonconformist zijn, laat opblijven, drinken, lachen en er niets om geven wat men over ons dacht of zei". Ieder 'lid' had een 'taak': Sinatra was 'packmaster', Sid Luft was 'cage master', Judy Garland 'first vice president', Swifty Lazar 'recording secretary' en 'treasurer', Lauren Bacall 'den mother' en Bogie deed de 'public relations'. Nathaniel Benchley was 'historian'. De overigen waren verdeeld als 'leden' en 'honorary rats'.
De Holmby Hills Rat Pack bleef bestaan tot Bogarts dood in 1957.

## Sinatra's Rat Pack
De Rat Pack leefde o.l.v. Frank Sinatra voort tot ± 1965 en hield zich in die tijd onledig met het verzorgen van uitverkochte optredens in onder meer de Copa Room van het Sands Hotel te Las Vegas, in Chicago, met televisieoptredens en voorts met het maken van films, die voornamelijk voor het plezier van de acteurs zelf leken te zijn gemaakt. Repetities voor die films waren uit den boze, ze weigerden opnames over te doen en noemden zichzelf "One-take Charlies".
Het gedrag van de Rat Pack was indertijd het summum van "cool", het woord "cool" in die betekenis is hoogstwaarschijnlijk zelfs afkomstig uit het uitgebreide vocabulaire dat de groep onderling bezigde.
Vrouwen als Angie Dickinson, Shirley MacLaine, Marilyn Monroe, Judy Garland, Lauren Bacall en Juliet Prowse werden "Rat Pack Mascottes" genoemd, werden met alle égards behandeld en namen deel aan vele activiteiten van het Pack.
In juni 1965 nam het trio Sinatra, Martin en Davis deel aan een van hun laatste Rat Pack-optredens: een liefdadigheidsconcert in St. Louis ten behoeve van het Dismas House, een door Father Dismas Clark gesticht reclasseringstehuis. Joey Bishop werd wegens een acute rugklacht bij dat optreden vervangen door Johnny Carson. Ceremoniemeester Carson zette de toon door te grappen dat Bishop "slipped a disc backing out on Frank's presence" . Peter Lawford was toen al een aantal jaren uit de gratie.
In april 1966 vond nog een laatste mini-'summit' plaats in het Sands Hotel te Las Vegas. Daarna gingen de entertainers ieder huns weegs.
Vanaf maart 1989 vond nog een finale reünie plaats: Sinatra, Martin en Davis gingen voor het laatst op pad in de 'Together Again Tour'. Na enkele optredens gaf Dean er de brui aan. Hij werd vervangen door Liza Minnelli, waarna de concertreeks voortliep als "The Ultimate Event", die in april 1989 Ahoy Rotterdam en RAI Amsterdam aandeed.

## Films
In de onderstaande films zijn twee of meer Rat Pack-leden te zien:
- It Happened in Brooklyn (1947) (Sinatra, Lawford)
- Some Came Running (1958) (Sinatra, Martin, MacLaine)
- Never So Few (1959) (Sinatra, Lawford)
- Ocean's 11(1960) (Sinatra, Martin, Davis, Lawford, Bishop, MacLaine)
- Sergeants 3 (1962) (Sinatra, Martin, Davis, Lawford, Bishop)
- 4 for Texas (1963) (Sinatra, Martin)
- Robin and the Seven Hoods (1964) (Sinatra, Martin, Davis)
- Marriage on the Rocks (1965) (Sinatra, Martin)
- A Man Called Adam (1966) (Davis, Lawford)
- Texas Across the River (1966) (Martin, Bishop)
- Salt and Pepper (1968) (Davis, Lawford)
- One More Time (1970) (Davis, Lawford)
- The Cannonball Run (1981) (Martin, Davis)
- The Cannonball Run II (1984) (Martin, Davis, Sinatra, MacLaine)

## Overlijden
Alle leden van de Rat Pack zijn inmiddels overleden.
- Peter Lawford stierf op 24 december 1984 op 61-jarige leeftijd aan een hartstilstand.
- Sammy Davis jr. overleed op 16 mei 1990 op 64-jarige leeftijd aan keelkanker.
- Dean Martin stierf op kerstochtend 1995 op 78-jarige leeftijd aan een ademhalingsstoornis.
- Frank Sinatra overleed op 14 mei 1998 op 82-jarige leeftijd aan een hartstilstand.
- Joey Bishop blies op 17 oktober 2007 op 89-jarige leeftijd zijn laatste adem uit.

## Brat Pack
Later werd door een redacteur van het New York Magazine de term "Brat Pack" geïntroduceerd. De Brat Pack was een groep jonge acteurs en actrices die in de jaren 80 bekend werd en in vele films speelde. De "Brat Pack" bestond uit bekende acteurs als Ally Sheedy, Emilio Estevez en Judd Nelson. Een van de bekendste films van de "Brat Pack" was The Breakfast Club.
- Bibliothèque nationale de France: cb14047205h (data)
- Gemeinsame Normdatei: 10329389-9
- International Standard Name Identifier: 0000 0000 9625 1584
- MusicBrainz: 35e227e5-f724-4699-91b2-d5184cdc7411
- Virtual International Authority File: 142137625